# Henriëtte Sarah Hartsen
Henriëtte Sarah Hartsen (Amsterdam, 22 oktober 1860 – Beekbergen, 26 november 1946) was een Nederlands evangeliste en drankbestrijdster.
Hartsen was lid van de welgestelde familie Hartsen. Ze was een dochter van minister Cornelis Hartsen en Sara Cornelia Wilhelmina van Lennep, en een kleindochter van Pieter Hartsen en Jacob van Lennep. Ze was ongehuwd.
Diverse tehuizen en stichtingen om drankgebruik, vooral door vrouwen, tegen te gaan en te genezen zijn door haar in- en opgericht, zoals de Nederlandsche Christen Vrouwen Geheel-Onthouders-Unie in 1898, een jaar later gevolgd door een tehuis voor drankzuchtige vrouwen in Hilversum. Freule Hartsen zag de strijd tegen het alcoholisme als een onderdeel van de evangelisatie. Zij schreef eens: "geen filantropische arbeid heeft blijvende vrucht dan in het geloof". In 1910 kocht zij in Beekbergen de villa 'Zarfat' om daar een tehuis voor drankzuchtige vrouwen te vestigen. In 1926 ging de villa over in handen van de vereniging het Zonnehuis, die er het eerste verpleegtehuis van Nederland in vestigde.
Freule Hartsen werd in 1909 benoemd tot ridder in de Orde van Oranje-Nassau. Ze werd begraven op de Gemeentelijke Begraafplaats in Beekbergen, waar  het "Freule Hartsenplein" naar haar vernoemd is en waar een standbeeld staat. In Zutphen is een naar haar genoemde Henriette Hartsenkliniek voor verslavingszorg gevestigd.